# Boys Like Girls
Boys Like Girls er et amerikansk pop-/alternative-/rockband fra Boston. Deres debutalbum, Boys Like Girls udkom i august 2006 (Columbia Records). De er ikke specielt kendte i Danmark, men det er de til gengæld i U.S.A..

## Sange på albummetBoys Like Girls
1. The Great Escape
2. Five Minutes To Midnight
3. Hero/Heroine
4. On Top Of The World
5. Thunder
6. Me, You And My Medication
7. Up Against The Wall
8. Dance Hall Drug
9. Learning To Fall
10. Heels Over Head
11. Broken Man
12. Holiday

## Gruppemedlemmer
- Martin Bennett Johnson: sang og guitar.
- Bryan Francis Donahue: bas og sang.
- Paul Charles DiGiovanni: guitar og sang.
- John Joseph Keefe: trommer.